# Ojos de madera
Ojos de madera es una película uruguaya de 2017, realizada en coproducción con Argentina y Venezuela. Dirigida por Roberto Suárez —su opera prima como director de cine—y codirigida por Germán Tejeira, está protagonizada por Pedro Cruz, Florencia Zabaleta y César Troncoso.

## Sinopsis
En una historia que entremezcla fantasía y realidad, este cuento de terror infantil para adultos muestra lo que los ojos de un niño perciben y que los adultos no son capaces de ver.
Víctor (Pedro Cruz), un niño de 11 años, es adoptado por sus tíos (César Troncoso y Florencia Zabaleta) luego del traumático accidente en el que fallecieran sus padres. Debido al estrés postraumático, comienza a sufrir visiones aterradoras que lo acosan. Sus tíos intentan acercarse a él, pero su visión del mundo ya ha pasado la barrera de la cordura.

## Protagonistas
- Pedro Cruz (Víctor)
- Florencia Zabaleta (tía)
- César Troncoso (tío)
- Guillermo Lamolle (juguetero)
- Yamandú Cruz (carnicero)
- Elena Zuasti
- Haydée Fayerola
- Ana Victoria Killaian
- Gloria Demassi
- Soledad Pelayo
- Juan Sánchez

## Premios
En diciembre de 2017 recibió, por parte de la Asociación de Críticos de Cine del Uruguay (ACCU), premios en las categorías de ficción nacional, mejor director, premio revelación (Suárez), actriz (Zabaleta), fotografía, dirección artística, música y montaje.